# Malouetia glandulifera
Malouetia glandulifera är en oleanderväxtart som beskrevs av John Miers. Malouetia glandulifera ingår i släktet Malouetia och familjen oleanderväxter. Inga underarter finns listade i Catalogue of Life.